# Spielfeld

Spielfeld är en ort i kommunen Straß in Steiermark i  Steiermark, Österrike. Omkring 2 km söderut ligger en av de viktigare gränsövergångarna mellan Österrike och Slovenien (Europaväg E57/E59). I orten finns även järnvägsstationen Spielfeld-Straß som är gränsstation mellan Österrike och Slovenien.
Spielfeld var tidigare en självständig kommun, men blev 1 januari 2015 en del av den nybildade kommunen Straß-Spielfeld, som ett år senare bytte namn till Straß in Steiermark. I kommunen ingick även orterna Graßnitzberg och Obegg.